# Harry Prendiville
Jean Paul (Harry) Prendiville (St Helena Island (Queensland), 23 maart 1848 – Worcester (Massachusetts), 24 maart 1910) is een Australisch-Amerikaans componist, dirigent, klarinettist, saxofonist, muziekuitgever en zakenman. Voor bepaalde werken gebruikte hij de pseudoniemen: Paul de Ville, Paul Lange, Jean Henri, Gus Hatton en Carl Henry.

## Levensloop
Prendiville studeerde muziek in Londen en kwam in 1879 naar de Verenigde Staten. Aldaar werkte hij als militaire kapelmeester, muzikant, muziekuitgever en als koopman en handelaar voor muziekinstrumenten en bladmuziek. Zijn winkel was in 98 Front street in Worcester (Massachusetts) gesitueerd. Naast zijn werkzaamheden als arrangeur van bekende klassieke werken voor harmonieorkest zoals bijvoorbeeld Angelus uit "Scenes Pittoresques" van Jules Massenet, When Life Is Brightest van Ciro Pinsuti, Ave Maria van Johann Sebastian Bach/Charles Gounod of de grote fantasie Scenes That Are Brightest uit de opera "Maritana" van H. Round en William Vincent Wallace, componeerde hij ook eigen werk.

## Composities

### Werken voor orkest
- Beginners' Orchestra Album, voor 2 violen, altviool, contrabas, klarinet, cornet, dwarsfluit, trombone en piano

### Werken voor harmonieorkest
- 1884 Letters I keep, lied en dans - tekst: Edward Barrett
- 1884 Sweet Genevieve, voor cornet solo en harmonieorkest
- 1884 Some Day, voor trombone solo en harmonieorkest
- 1897 Sweet Emmeline, wals
- Augustus Quickstep
- Bright's March
- Campaign Quickstep
  1. Eally
  2. Around the Flag
  3. The Bonnie Blue Flag
  4. The Girl I Left Behind Me
  5. Auld Lang Shine
  6. Home Sweet Home
- Cantate Domino & Deus misereatur
- Capital Quickstep
- Celebration Album
- Celestial Overture
- Cosmopolitan Overture on National Songs
- Departure Quickstep
- Down on the Farm, quick march
- Oerrnan National Airs
- Quod Comrade
- Recollections From The South
- The Leader's Joy Band Book

### Werken voor mandoline
- Ah! How Can I Leave Thee? (Ach wie ist's möglich dann)
- American National Airs
- Annie of Tharau (Ännchen von Tharau)
- Beautiful Language, Andante & Waltz

### Pedagogische werken
- 1881 Excelsior Method for the Flute
- 1881 Six Solos, voor klarinet

## Publicaties
- The Band on Parade or Drum Major's Guide, Giving all necessary commands and evolutions in Military Tactics.  Military baton drill. 1916.

## Referentie
1. ↑  The New York Times, 25 maart 1910 "Obituary Notes" (pagina niet meer beschikbaar)

- Virtual International Authority File: 2556149919431506650006
- WorldCat: E39PBJbMb9RcTh4Qq9QGrdVBfq